# Lac Vert (Vosges)
Pour les articles homonymes, voir Lac Vert.
Le lac Vert ou lac de Soultzeren est un petit lac du versant alsacien des Vosges dans le fond de la vallée de Munster. 

## Toponymie
Il était également autrefois connu sous le nom de lac de Daren et se faisait appeler localement Grüne See en alsacien et Voiche Mâ en lorrain. 

## Description

### Situation
Le lac se situe au pied du massif du Tanet qui s'élève entre 1 000 et 1 290 mètres d'altitude. Le site du Tanet domine les cirques glaciaires du lac Vert et du lac des Truites. De fin juin à fin juillet, la multiplication rapide d'une algue trouble les eaux du lac qui deviennent verdâtres.

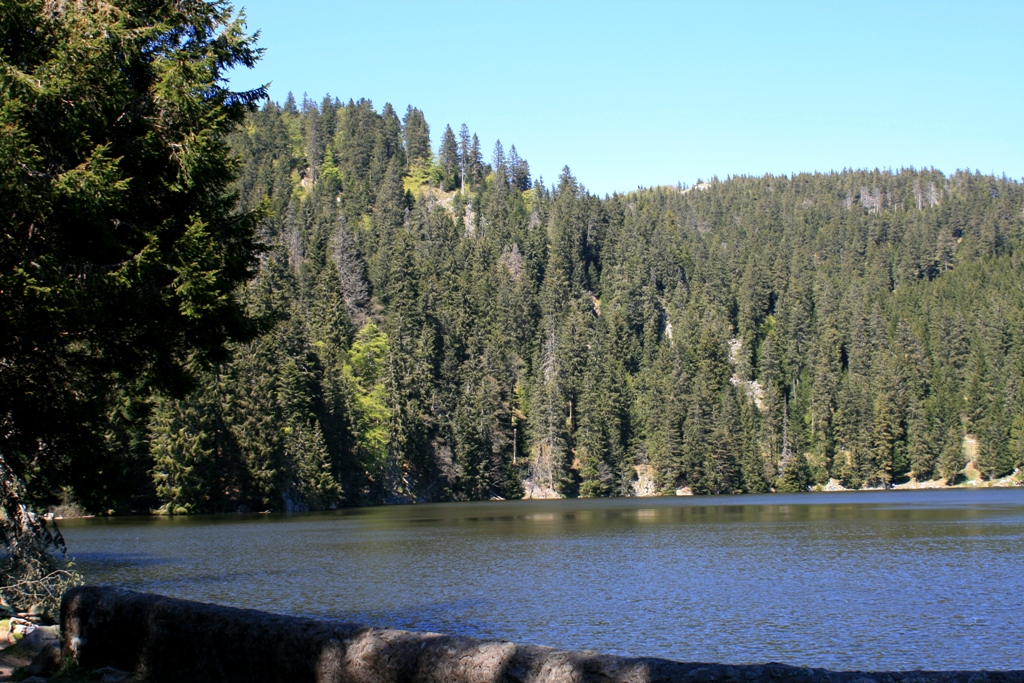
Le lac vert.

### Caractéristiques
- Coordonnées : 48° 05′ 18″ N, 7° 03′ 52″ E
- Altitude : 1 044 m
- Surface : 7,2 ha
- Longueur maximale : 360 m
- Largeur maximale : 215 m
- Profondeur maximale : 17 m
- Capacité : 581 000 m3